# (48411) Johnventre
(48411) Johnventre est un astéroïde de la ceinture principale.

## Description
(48411) Johnventre est un astéroïde de la ceinture principale. Il fut découvert le 5 septembre 1985 à La Silla par Henri Debehogne. Il présente une orbite caractérisée par un demi-grand axe de 2,57 UA, une excentricité de 0,32 et une inclinaison de 5,4° par rapport à l'écliptique.

## Compléments